# 朵洛彝族乡
朵洛彝族乡，是中华人民共和国四川省甘孜藏族自治州九龙县下辖的一个乡镇级行政单位。

## 行政区划
朵洛彝族乡下辖以下地区：
曲窝村、幺儿山村和船板沟村。